# Francisco de Luxemburgo (1482-1509)
Francisco de Luxemburgo, en francés François de Luxembourg (Francia, 1482 - Roma, 8 de septiembre de 1509), fue un eclesiástico francés, obispo de Saint-Pons-de-Thomières y de Le Mans.

## Biografía
Nacido en el seno de la rama francesa de la Casa de Luxemburgo, François fue hijo de Jacques de Luxemburgo, señor de Fiennes y caballero del Toisón de Oro, y de Marie de Barlemont.
Era canónigo y arcediano de Laval en la catedral de Le Mans, subdiácono y protonotario apostólico cuando a los veinte años de edad fue nombrado obispo de Saint-Pons-de-Thomières por renuncia en su favor del cardenal François-Guillaume de Castelnau; fue confirmado por el papa Alejandro VI en 1502.
En 1507 su tío Philippe, cardenal desde 1495, le cedió el obispado de Le Mans.  En 1509 viajó a Roma, reclamado por Philippe, que residía junto a la corte papal de Julio II, pero poco después de su llegada a la ciudad murió atacado de unas fuertes fiebres, con cerca de veintisiete años de edad.
Su cuerpo fue sepultado en la catedral de Le Mans; su corazón, en la iglesia de Saint-Vicent de la misma ciudad.